# هجوم انتحال الشخصية

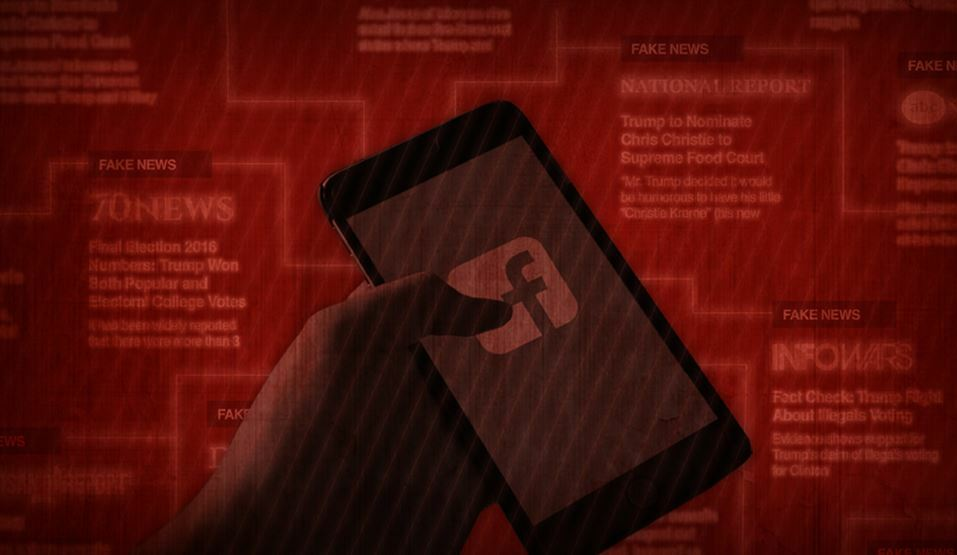
رسم بياني على مواقع الأخبار المزيفة من إنتاج إذاعة صوت أميركا

يشير مصطلح هجوم الانتحال أو هجوم انتحال الشخصية في سياق أمن المعلومات،وخاصة أمن الشبكات، إلى الموقف الذي ينجح فيه شخص أو برنامج في التعرف على نفسه كشخص آخر عن طريق تزوير البيانات، للحصول على ميزة غير مشروعة. على سبيل المثال قد يسرق الهاكر معلومات بطاقة الائتمان لأحد العملاء ويستخدمها مدعياً أنه هو العميل. أو قد يدعي بأنه الطرف المستقبل، فمثلا يريد العميل أن يصل إلى موقع البنك، لكن قد يذهب إلى موقع آخر ينتحل موقع البنك دون إدراك منه، و يحصل ذلك الموقع من خلال هذه الطريقة على معلومات العميل

## أنواع هجوم إنتحال الشخصية

### هجوم DNS Spoofing
أولا لنشرح ما هو DNS ,هو النظام الذي يسهل علينا تذكر عناوين فبما أن المنظومة المعلوماتية لاتتقبل إلا الأرقام، و هنا يأتي دور DNS حيث يحول أسماء النطقات إلى عناوين إيبي، لكن اُسْتُغِلَّت هذه الخدمة في هجوم انتحال الشحصية، حيث يقوم المهاجم بتبديل رقم الأيبي للموقع في الشبكة التي الضحية متصل بها و يبدله لإيبي ملغم أو فيه صفحة مزورة و تتم هذه العملية عن طريق التعديل في الملف Hosts الموجود في الوندوز إلا أن هذه الطريقة أصبحة مكشوفة من وندوز فأصبحت تمنع التعديل على هذا الملف و أصبحت أيضا مكشوفة من الأنتيفيرس لهذا أصبح الهاكرز يستعمل Router Pharming و هو هجوم يُدْخَل فيه للإعدادات الراوتر عن طريق الباسورد الاعتيادي لذا عليك تغييره أو عن طريق ثغرة، وعند الدخول لراوتر فإن المهاجم يغير إيبي الموقع...، و توجد العديد من الطرق الأخرى

### هجوم IP Spoofing
هي عملية تغيير الإيبي لإيبي معين من أجل الحصول على الإذن للوصول لنظام حاسوبي، أو الاستفادة من الصلاحيات المسندة لعنوان الضحية، ومن الخدمات الأكثر عرضة للانتحال عنوان الاي بي (IP ) هي الخدمات التي تعتمد على العنوان آيبي لقبول الدخول...

### هجوم Caller ID spoofing
وهي تزوير رقم هاتف المتصل من خلال مجموعة متنوعة من الطرق و من الطرق الأكثر شعبية لهذه العملية استخدام الصوت عبر بروتوكول الإنترنت أو خطوط PRI

### هجوم Email spoofing
ويُزَوَّر فيها الإيميل المرسل وتستخدم كثيرا في السبام من خلال السكربت المشهور مايلر Mailer

### هجوم GPS Spoofing [ الأكثر خطورة ]
هجوم GPS انتحال محاولات لخداع جهاز استقبال GPS عن طريق بث إشارات GPS المزيفة ، و من خلالها يمكن التحكم في الطيارات بدون طيار
.